# Bruce Geller
Bruce Geller, né le 13 octobre 1930 à New York et mort le 21 mai 1978 à Santa Barbara, est un producteur, scénariste et réalisateur de télévision américain.

## Biographie
Alumnus de l'université Yale, il y reçoit son Baccalauréat en sciences humaines et sociales (Bachelor of Arts) puis rejoint l'American Society of Composers, Authors and Publishers et devient parolier de comédies musicales off-Broadway en 1957 pour le compositeur Gene de Paul. Parallèlement, Geller écrit des scénarios pour plusieurs séries télévisées du DuMont Television Network, dont Inside Detective (en) (1950) et Flash Gordon (1954). Geller quitte New York pour Hollywood et poursuit l'écriture de scripts de westerns télévisés tels Have Gun – Will Travel, The Westerner (en) (créé par Sam Peckinpah) ou L'Homme à la carabine. En 1964, il devient coproducteur délégué de Rawhide.
En 1966, Geller écrit, crée et produit pour Desilu la série Mission impossible, qui durera jusqu'en 1973. En 1967, toujours pour Desilu, il écrit et produit une autre série à succès, Mannix, qui sera diffusée jusqu'en 1975. Après un seul et unique passage au cinéma avec Harry, gentleman pickpocket, il continue de produire d'autres séries moins notoires comme Bronk (1975), Jigsaw John (1976), plusieurs téléfilms, dont un qu'il réalise, The Savage Bees (1976). Il disparaît prématurément dans un accident d'avion en 1978.

## Récompenses
- 1967 : Emmy Award